# Andrea Nahmod
Andrea Rica Nahmod (1964) é uma matemática estadunidense, professora da Universidade de Massachusetts Amherst. É conhecida por seu trabalho em equações diferenciais parciais não lineares e outras áreas de análise não linear.

## Formação e carreira
Nahmod obteve um Ph.D. pela Universidade Yale em 1991. Foi trabalhar como pesquisadora na Universidade Macquarie de 1992 a 1994, seguido por cargos na Universidade do Texas em Austin, no Mathematical Sciences Research Institute e no Instituto de Estudos Avançados de Princeton, antes de ir para a Universidade de Massachusetts Amherst em 1998.

## Prêmios e honrarias
Em 2014 foi eleita fellow da American Mathematical Society.

## Publicações selecionadas
- Nahmod, Andrea; Stefanov, Atanas; Uhlenbeck, Karen. On Schrödinger maps. Comm. Pure Appl. Math. 56 (2003), no. 1, 114–151.
- Auscher, Pascal; McIntosh, Alan; Nahmod, Andrea. Holomorphic functional calculi of operators, quadratic estimates and interpolation. Indiana Univ. Math. J. 46 (1997), no. 2, 375–403.
- Gilbert, John E.; Nahmod, Andrea R. Bilinear operators with non-smooth symbol. I. J. Fourier Anal. Appl. 7 (2001), no. 5, 435–467.
- Nahmod, Andrea; Stefanov, Atanas; Uhlenbeck, Karen. On the well-posedness of the wave map problem in high dimensions. Comm. Anal. Geom. 11 (2003), no. 1, 49–83.